# Gigten - en Samfundsfjende
Gigten - en Samfundsfjende er en dokumentarfilm fra 1942, der er instrueret af Erik Elias efter eget manuskript.

## Handling
Propagandafilm for gigtens bekæmpelse.